# Grusche Juncker
Grusche Juncker (* 5. Juni 1969) ist eine deutsche Verlegerin. Als Mitglied der Geschäftsführung der Penguin Random House Verlagsgruppe leitet sie seit 2018 die Verlage Goldmann, btb, Luchterhand, Mosaik, Arkana, Kailash und Wunderraum.
Nach dem Studium der Germanistik und Geschichte in Münster arbeitete Juncker zunächst als Lektorin für die Verlage Piper, Droemer Knaur und Bastei Lübbe. 2005 kam sie zum Rowohlt Verlag, übernahm dort 2007 vertretungsweise die Programmleitung des Wunderlich Verlags und wurde 2008 stellvertretende Programmleiterin bei rororo Belletristik. 2010 übernahm sie zusätzlich die Verantwortung für die Reihe Polaris. 
Seit 2019 gehört Juncker dem Verlegerausschuss im Börsenverein des Deutschen Buchhandels an.